# Madatapa
Madatapa (gruzínsky მადათაფა) je jezero v kraji Samcche-Džavachetie v Gruzii. Leží v nadmořské výšce 2108 m. V západní části jezera se nachází ostrov, který byl propojen s pevninou.

## Vodní režim
Jezerem protéká řeka Madatapa.